# Timber Terror
Timber Terror in Silverwood Theme Park (Athol, Idaho, USA) ist eine Holzachterbahn des Herstellers Custom Coasters International, die 1996 als Grizzly eröffnet wurde. Um nicht in Konflikt mit den Grizzly-Achterbahnen in Paramount’s Great America und Kings Dominion zu treten, wurde die Bahn bereits kurze Zeit später in Timber Terror umbenannt.
Die 823 m lange Strecke erreicht eine Höhe von 25,9 m. Die Züge, welche mit jeweils sechs Wagen ausgestattet sind, erreichen eine Höchstgeschwindigkeit von 88,5 km/h.